# Часовой механизм (фильм)
«Часовой механизм» (англ. Ticker ) — кинофильм, боевик режиссёра Альберта Пьюна.

## Сюжет
Неизвестный террорист угрожает жизни сенатора США. Команде сапёра Фрэнка Гласа не удаётся предотвратить теракт.
Проходит год. Двое детективов Рэй Неттлс и Арт Райс заняты в операции по преследованию наркоторговцев. У Неттлса недавно погибла жена и ребёнок после взрыва автомобиля, и он с трудом контролирует себя. Детективы задерживают некую Клэр. Как выясняется она девушка известного боевика ИРА Алекса Свона, специалиста по изготовлению бомб. Свон связывается с полицией и угрожает серией взрывов в Сан-Франциско, если его девушку не отпустят. Он осуществляет свои угрозы и полицейские вынуждены выпустить Клэр. Дальнейшее действие показывает что во главе заговора стоит не Свон, а Клэр. Она собралась отомстить руководству города за смерть её мужа и сама подрядила Алекса Свона. Последнюю бомбу ловушку с ядовитым газом удаётся обезоружить при помощи команды Фрэнка Гласа.

## В ролях
- Том Сайзмор — детектив Рэй Неттлс
- Деннис Хоппер — Алекс Свон
- Стивен Сигал — Фрэнк Гласс
- Джейми Прессли — Клэр Меннинг
- Nas — Арт «Фаззи» Райс
- Питер Грин — Арти Плющински
- Кевин Гейдж — Пух
- Романи Малко — Ти Джей
- Джо Спано — капитан Спано
- Ice-T — террорист
- Майкл Халсли — Вершбоу